# گرند اسلم تکواندو ۲۰۱۸ جهان
گرند اسلم تکواندو جهان که اولین دورهٔ آن به میزبانی چین در سال ۲۰۱۸ برگزار شد برای جذب مخاطب و دیده شدن بیشتر این ورزش در سطح جهان، در تقویم فدراسیون جهانی قرار داده شد.
این رقابت‌ها با حضور بهترین‌های تکواندو جهان در دو گروه زنان و مردان در اوزان المپیکی برگزار خواهد شد که به قهرمان مسابقات ۷۰ هزار دلار، نایب قهرمان ۲۰ هزار دلار و نفر سوم ۱۰ هزار دلار پاداش تعلق می‌گیرد.

## اولین دوره مسابقات
در این دوره از مسابقات تیم‌های روسیه (به عنوان نایب قهرمانی جام جهانی)، کره جنوبی (به عنوان تیم پیشنهادی از طرف کمیته فنی)، چین (یه عنوان میزبان) و ایران (به عنوان قهرمان جام جهانی ۲۰۱۷) حضور داشتند که ایران توانست با اقتدار قهرمان این دوره از مسابقات شود.